# فراسين
فراسين قرية فلسطينية في شمال الضفة الغربية جنوب غرب محافظة جنين. وهي من القرى المحتلة في عام 1967. تقع على الطريق الرئيسي الواصل بين مدينتي جنين وطولكرم.

## الجغرافيا
تبلغ مساحة أراضيها 6672 دونماً ويحيط بها أراضي قرى زبدة ويعبد وقفين والنزلة الشرقية والنزلة الوسطى ونزلة أبو نار. ترتفع القرية عن سطح البحر حوالي (200) مترًا.

## التاريخ
تقوم القرية على البقعة التي كانت تقوم عليها قرية كفار باريسي في العهد الروماني .ذكرها المقريزي في (السلوك) بفتح أولها، حيث أقطعها الظاهر بيبرس عام (663هـ) بكاملها إلى الأمير ركن الدين بيبرس.
تعتبر القرية ذا موقع أثري يحتوي على تل أنقاض وأساسات وأعمدة وأرض مبلطة ومغر.

### النكسة
بعد حرب 1967، احتلت إسرائيل القرية. في عام 1984، أقامت إسرائيل مستوطنة حرميش على أجزاء من القرية.

### السلطة الفلسطينية
حتى 30 مارس 2020، كانت القرية تتبع بلدية بلدة قفين في محافظة طولكرم من ناحية الخدمات البلدية. ثم قررت الحكومة الفلسطينية استحداث مجلس قروي لإدارة شؤون القرية فيها.
في 29 يوليو 2020، سلمت سلطة الاحتلال الإسرائيلي 36 إخطارًا بالهدم، تقضي بهدم كل منشآت القرية.

## السكان
بلغ عدد سكان القرية في عام 1922 نحو 14 نسمة، وفي عام 1931 نحو 24 نسمة، وفي عام 1945 نحو 20 نسمة. أما في تعداد 2017 فقد بلغ عدد السكان نحو 27.

## المشكلات التي تعاني منها القرية
تعاني قرية فراسين من تدهور كبير في الخدمات الأساسية، حيث يفتقر سكانها إلى مياه صالحة للشرب، والكهرباء، والطرق المعبدة. يعتمد الأهالي على مولدات الكهرباء، بينما يتم جلب المياه عبر الجرارات من القرى المجاورة، مما يثقل كاهلهم بتكاليف باهظة. ويشتكي المواطنون من تردي وضع الطرق، إذ أصبحت وعرة إلى حد تعذر وصول السيارات إليها. وأوضح أحد السكان، محمد، أن المياه المتوفرة في القرية غير صالحة للشرب، وتستخدم فقط للماشية والزراعة، رغم المطالبات المتكررة لبلدية قفين والبلديات المجاورة بتوفير مياه نظيفة، إلا أن هذه المطالب لم تجد استجابة. يعيش في فراسين حوالي 200 نسمة، موزعين على مساحة تتجاوز 6 آلاف دونم، وسط تضييق متواصل من الاحتلال والمستوطنين. فالقرية تقع بين مستوطنتين، وتتوسط الطريق بين مدينتي طولكرم وجنين، مما يجعلها عرضة لانتهاكات مستمرة. 
وأكد المواطن محمد أن الاحتلال يمنعهم من بناء الغرف أو البركسات، وحتى من توسيع رقعة زراعاتهم أو ممارسة الرعي، في محاولة لتهجيرهم قسريًا لصالح توسيع المستوطنات وربطها ببعضها البعض. وفي ظل هذه الظروف القاسية، يضطر أهالي فراسين للعيش في كهوف، مغر، خيام، أو بيوت من الصفيح، في مواجهة سياسة الاحتلال الهادفة إلى طمس وجودهم على أرضهم.

## وصلات خارجية
- صفحة القرية في فلسطين في الذاكرة